# Edmond Audemars
Edmond "Eddy" Audemars (Le Brassus, Le Chenit 3 de desembre de 1882 - Deauville, 4 d'agost de 1970) va ser un ciclista i aviador suís.
Com a ciclista que es va especialitzar en la pista, concretament en el mig fons, on va guanyar el Campionat del món amateur de 1903.
Posteriorment es dedicà a l'aviació, on participà en diferents demostracions aeronàutiques i va aconseguir alguns rècords. El 1922 va rebre la Legió d'Honor.

## Palmarès
- 1903
  -  Campió del món amateur de Mig Fons